# 경기도농업계고등학교기계공동실습소
경기도농업계고등학교기계공동실습소(京畿道農業系高等學校機械共同實習所)은 경기도 농·공업계고등학교 학생과 교원에게 농·공업기계의 분해조립과 운전조작의 전문성을 높이고 최신 첨단기계의 조작·실습과 연수를 통해 산업현장의 적응능력과 지도력을 향상시키기 위하여 경기도교육청 산하에 설치된 소속기관이다.